# Ingen vil have dem
Ingen vil have dem er en dansk dokumentarfilm fra 1988 instrueret af Jørgen Jacob Larsen.

## Handling
En video om, hvordan lossepladserne er et voksende og påtrængende problem. Der vises optagelser fra forskellige virksomheder, der forarbejder affald til nye færdigvarer.